# Công tước xứ Anjou
Bá tước và Công tước xứ Anjou (tiếng Pháp: comtes et ducs d'Anjou ) là người cai trị Bá quốc và sau là Công quốc Anjou, được Charles Hói ban tặng lần đầu tiên vào thế kỷ thứ IX cho Robert Mạnh mẽ. Ingelger và con trai của ông, Fulk Máu, là những tử tước cho đến khi Fulk đảm nhận danh hiệu Bá tước xứ Anjou. Người Robertia và những người kế vị Capetia của họ bị phân tâm bởi các cuộc chiến với người Viking và các mối quan tâm khác nên không thể phục hồi bá quốc cho đến triều đại của Philip II Augustus, hơn 270 năm sau.
Dòng nam của Ingelger kết thúc sau sự qua đời của Bá tước Geoffrey II. Các bá tước sau này của Anjou là hậu duệ của Emmengarde, em gái của Geoffrey và Bá tước Geoffrey II xứ Gâtinais. Hậu duệ nông nghiệp của họ, bao gồm Các vị vua Angevin của Anh, tiếp tục nắm giữ các danh hiệu và tài sản này cho đến khi chế độ quân chủ Pháp giành được quyền kiểm soát khu vực này. Năm 1360, Bá tước được nâng lên thành Công tước và được gọi là Công tước xứ Anjou, sau đó lãnh đạo Công quốc Anjou.
Danh hiệu này do Philip V của Tây Ban Nha nắm giữ trước khi ông lên ngôi vua Tây Ban Nha vào năm 1700. Kể từ đó, một số người Tây Ban Nha theo chủ nghĩa hợp pháp đòi ngai vàng Pháp đã mang danh hiệu này cho đến tận ngày nay, cũng như những hậu duệ của Vương tộc Orléans.